# Biblioteca Municipală „Eugeniu Coșeriu” din Bălți
Biblioteca Municipală „Eugeniu Coșeriu” Bălți este o bibliotecă publică finanțată din bugetul municipal, ce oferă tuturor membrilor comunității resurse informaționale, servicii și facilități întru realizarea funcțiilor sale. Biblioteca are statut de centru biblioteconomic teritorial.

## Scurt istoric
Biblioteca Municipală „Eugeniu Coșeriu”, Bălți este una din cele mai mari biblioteci publice teritoriale din Nordul țării și una dintre cele mai valoroase instituții de cultură din municipiu.  
Istoria bibliotecii începe cu anul 1880, fiind Cameră de Lectură, după ce locuitorii orașului, în frunte cu un oarecare medic veterinar Ștein, au depus cerere către guvernator pentru a deschide o sală de lectură.  
În anul 1913, biblioteca a fost numită Bibliotecă Publică de Lectură, care se afla sub patronatul orășenesc și al unei mici burgheze pe nume Z.I. Cernîșevskaia. Director al bibliotecii în această perioadă era Lina Vasilevna Buhova.  
La dezvoltarea și extinderea Bibliotecii Publice din Bălți a contribuit mult ilustrul politic și animator al vieții culturale Ioan Pelivan (1876-1954), care, fiind judecător la Bălți (1907-1914), înființează la Biblioteca Publică o secție de carte românească, astfel completând fondul de carte ruso-evreiască cu cărți românești.
În anul 1917, odată cu formarea Republicii Democratice Moldovenești, în procesul de completare a fondurilor bibliotecii din Republica Moldova s-au implicat Ministerul Industriei, Casa școlilor, instituțiile superioare de învățământ, diverse societăți civile, Biblioteca Publică din Bălți beneficiind mult în urma acestor momente. 
Despre sediul bibliotecii de la sfârșitul secolului XIX și începutul secolului  XX nu se știe nimic. Unica informație despre localul bibliotecii Publice din orașul Bălți la acea perioadă datează cu anul 1913, la acel moment biblioteca aflându-se pe strada Sfântul Nicolae. 
În al Doilea Război Mondial, biblioteca a fost complet distrusă. În anul 1944, biblioteca a fost redeschisă.  
Conform datelor statistice de la 1 ianuarie 1945, din luna august 1944 până în ianuarie 1945, fondul Bibliotecii Publice din Bălți constituia 5840 exemplare de cărți și reviste, în acea perioadă fiind deserviți 552 cititori și fiind împrumutate 2702 de exemplare. 
În anul 1945, a fost deschisă o secție de deservire a copiilor, care în 1947 s-a transformat într-o bibliotecă specializată pentru copii, actualmente Filiala pentru Copii „Ion Creangă”. 
În anul 1946, Biblioteca Publică din Bălți avea în componența sa o sală de lectură, împrumut la domiciliu, biblioteca ambulantă și secția pentru deservirea copiilor, în care activau 7 lucrători și era situată pe strada Dostoievski, 38. 
Din anul 1954 până în anul 1957, sediul bibliotecii s-a aflat pe strada Ștefan cel Mare, 59. Mai târziu, biblioteca a fost transferată în fosta stradă Lenin, în prezent str. Independenței. În anul 1968, a fost transferată în strada Pușkin, 34, unde astăzi se află Oficiul Împrumut, Administrația bibliotecii, Serviciul Completare și Prelucrare, Serviciul Biblioteconomie și Serviciul Management și Marketing. În anul 2005, la cea de-a 125 aniversare, bibliotecii i s-a conferit numele lingvistului român cu renume mondial, Eugeniu Coșeriu. 

## Structura

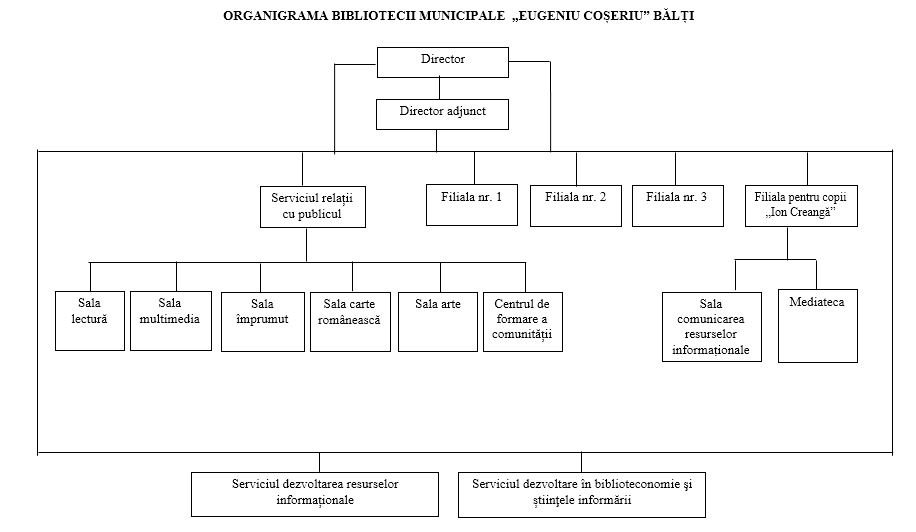
Organigrama Bibliotecii Municipale „Eugeniu Coșeriu” din Bălți

În prezent, Biblioteca Municipală „Eugeniu Coșeriu”   cuprinde următoarele subdiviziuni:: 
1.Serviciul relații cu publicul, care asigură prestarea serviciilor pentru comunitate. Acesta include următoarele compartimente: 
·     Sala lectură, care asigură formarea comunității prin intermediul resurselor informaționale disponibile, consultate în sală și accesate on-line;
·     Sala multimedia, care asigură formarea comunității prin intermediul serviciilor de bibliotecă bazate pe tehnologiile informaționale;
·     Sala împrumut, care asigură formarea comunității prin intermediul resurselor informaționale disponibile prin împrumutul la domiciliu a acestora și accesare on-line;
·     Sala carte românească, care asigură formarea comunității prin intermediul resurselor informaționale disponibile în limba română; 
·     Sala arte, care asigură dezvoltarea estetică a membrilor comunității prin intermediul resurselor informaționale disponibile și a serviciilor de culturalizare a comunității;
·      Centrul de formare a comunității, care asigură formarea comunității prin intermediul serviciilor prestate de Bibliotecă în baza tehnologiilor informaționale;
2.Serviciul dezvoltare în biblioteconomie și științele informării, care asigură coordonarea metodologică a activității tuturor subdiviziunilor structurale ale Bibliotecii, bibliotecilor publice teritoriale din satele Elizaveta și Sadovoe, prin dezvoltarea unui sistem de management performant pentru formarea profesională continuă, monitorizarea și evaluarea progresului și performanțelor bibliotecilor din rețea; asigură evaluarea necesităților membrilor comunității în servicii livrate de Bibliotecă și a impactului acestora asupra comunității, promovarea serviciilor și activităților de bibliotecă, stabilirea parteneriatelor, atragerea resurselor suplimentare.
3. Serviciul dezvoltarea resurselor informaționale, care asigură achiziționarea, dezvoltarea și prelucrarea resurselor informaționale, inclusiv electronice; conservarea și valorificarea colecțiilor speciale: carte rară, cărți cu autograf și publicații despre municipiul Bălți; organizarea și conservarea colecțiilor de bază ale Bibliotecii.
4.Filiala pentru copii „Ion Creangă”, care prestează servicii specializate destinate copiilor și adolescenților. Aceasta include următoarele compartimente:
·     Sala comunicarea resurselor informaționale, care asigură formarea copiilor și adolescenților prin intermediul resurselor informaționale disponibile pentru categoria dată de membri ai comunității, prin consultarea la domiciliu și accesare on-line;
·     Mediateca, care asigură formarea copiilor și adolescenților prin intermediul serviciilor în baza tehnologiilor informaționale, a jocurilor și a colecțiilor disponibile.
5.Trei filiale amplasate în cartierele municipiului, care asigură formarea comunității prin intermediul resurselor informaționale disponibile, consultate în sălile de lectură și împrumutate la domiciliu, accesarea on-line a acestora, prestarea serviciilor pentru toate categoriile de utilizatori, inclusiv în baza tehnologiilor informaționale.